# Monóvar Club Deportivo
El Monóvar Club Deportivo es un club de fútbol español, perteneciente a la ciudad de Monóvar, en la provincia de Alicante. Fue fundado en el año 1953. Actualmente milita en la Primera Regional Valenciana.

## Historia
El equipo fue fundado en 1953. Como era costumbre en aquella época en todos los equipos alicantinos, se inscribió en la Federación Murciana para jugar en sus ligas regionales. En 1977 cambia a la Federación Valenciana, en la que juega en sus ligas regionales actualmente.
El Monóvar CD ha vivido casi toda su historia a través de las ligas regionales. No obstante vivió dos épocas de esplendor, una a principios de los años 60, cuando consigue su primer ascenso a Tercera División, que les mantuvo 4 temporadas consecutivas en la entonces categoría de bronce del fútbol español. La otra etapa exitosa fue bajo la presidencia de Jaime Deltell, el que consiguió nuevos ascensos a finales de los 80, y mantener al equipo en tercera durante otras 5 temporadas más. El ascenso de 1986, disputado ante el Onda, se recuerda como el más celebrado de la historia del club.

## Estadio
Tradicionalmente disputaba sus partidos en el campo de fútbol de Las Moreras. Recientemente se ha trasladado a una nueva instalación, el Campo de Deportes de Santa Bárbara, con iluminación, césped artificial y una grada cubierta.

## Uniforme
- Camiseta: rojo
- Pantalón: azul
- Medias: azul oscuro

## Trayectoria
Temporadas en Tercera División: (9)  1961/62, 1962/63, 1963/64, 1964/65, 1986/87, 1987/88, 1989/90, 1990/91, 1991/92.
Mejor puesto histórico: 7.º en Tercera, 1986/87.